# Адалберо II от Вердюн
Адалберо II от Вердюн (на немски: Adalbero, на латински: Adalberonem; * ок. 964; † 18 април 988, Италия) от род Вигерихиди, е епископ на Вердюн (16 октомври 984 – 18 април 988).

## Живот
Той е син на граф Готфрид I Пленник от Вердюн († 997) и съпругата му Матилда Саксонска († 1009), вдовица на граф Балдуин III († 962) от Фландрия, дъщеря на саксонския херцог Херман Билунг († 973). Брат е на Фридрих († 1022), граф на Вердюн, монах, на Херман († 1029), граф на Вердюн, граф в Брабантгау, на Готфрид II († 1023), херцог на Долна Лотарингия, Готцело I († 1044), херцог на Долна Лотарингия (1023 – 1044) и на Горна Лотарингия (1033 – 1044), и на Ирмингард († 1042), омъжена за нейния близък роднина граф Ото фон Хамерщайн († 1036) (Конрадини).
Неговият чичо епископ Адалберо II от Мец му дава на 16 октомври 984 г. своята диоцеза Вердюн.
Умира на 18 април 988 г. в Италия и е погребан в катедралата на Вердюн.